# Roda de Isábena
Roda de Isábena (Roda d'Isàvena en catalán ribagorzano) es una localidad que pertenece al municipio de Isábena, en la comarca de Ribagorza (provincia de Huesca, Aragón, España).
Roda de Isábena está catalogado como uno de Los Pueblos Más Bonitos de España desde el año 2019, perteneciendo a dicha asociación desde entonces.

## Geografía
Situada muy cerca del río Isábena, en el antiguo condado de Ribagorza, uno de los originarios en la formación del Reino de Aragón.

## Toponimia
Aparece en la documentación histórica a partir del año 957 como Roda, Rota y Rotensis.

## Historia
En el siglo X fue capital del condado de Ribagorza y sede episcopal, por lo que se levantó, por dos veces, la catedral de Roda, de estilo románico, entre los siglos X y XII. El primer templo fue consagrado en el año 956. En el año 1006 el hijo de Almanzor, Abd El Malik, saqueó la villa destruyendo la primitiva catedral. En 1010, recuperada Roda de Isábena por los cristianos, comenzó la construcción de la segunda catedral, que fue consagrada en el año 1030.
El obispado de Roda de Isábena se creó en 956 y se extinguió en 1149, cuando la sede de la diócesis se trasladó a Lérida una vez que fue reconquistada por los cristianos. En los 193 años de existencia del obispado de Roda de Isábena se sucedieron quince obispos, entre los que destacaron san Ramón de Roda y Ramiro II el Monje, obispo y monarca de Aragón. A partir de 1149 el templo de Roda de Isábena tuvo el rango, ya inferior, de priorato, lo que supuso el inicio su decadencia económica y cultural.

### Crónica Rotense
En la catedral de Roda se ha conservado durante siglos la versión más antigua de la llamada Crónica de Alfonso III denominada por este motivo Crónica Rotense. Esta crónica fue escrita entre la segunda mitad del siglo X y el siglo XI, al parecer en el monasterio de San Millán de la Cogolla, y que después de estar en paradero desconocido durante mucho tiempo, reapareció en una biblioteca privada en 1927.

## Urbanismo
La localidad de Roda se alza sobre un promontorio que domina el acceso al valle del río Isábena, pues en el siglo X era un lugar fortificado, que establecía una atalaya de vigilancia entre los dominios de la Taifa de Zaragoza y el condado referido, que más tarde se integraría en el Reino de Aragón. 
A mediados del siglo X esta pequeña localidad se convirtió en sede del obispo de Roda y capital política del condado de Ribagorza. Pero el traslado de la sede episcopal a Lérida y luego a la diócesis de Barbastro-Monzón alejó de esta localidad el esplendor pasado. La desamortización y un saqueo de Erik el Belga la despojaron de su rico patrimonio.
No obstante, Roda, con su Catedral de San Vicente mártir conserva todavía vestigios de su rico pasado. Hoy, este lugar presume de ser la población más pequeña de España que cuenta con un templo catedralicio.

## Demografía
| Gráfica de evolución demográfica de Roda de Isábena entre 1842 y 1960 |
| |
| Población de derecho según los censos de población del INE Población de hecho según los censos de población del INEEntre el censo de 1857 y el anterior, crece el término del municipio porque incorpora a El Mont de Roda Entre el censo de 1970 y el anterior, este municipio desaparece porque se agrupa en el municipio Isabena |

## Conjunto Monumental
Conjunto de interés
- Catedral de San Vicente.
- Palacio fortificado del Prior.
- Plaza Mayor.
- Ermita de Estet.[6]
- Ermita del Pilar.[7]
- Ermita de San Salvador.[8]
- Ermita de San Mamés[9] (ver galería imágenes) 42°17′50.53″N 0°31′14.77″E / 42.2973694, 0.5207694
- Ermita de San Martín del Bois[10]
- Castillo de la Llecina.[11]
- Puente de San Jaime.[12]
- Molino.
- Portal de Santa Ana, antigua entrada a Roda.[13]
- Torre Grossa.[14]
- Paseo de los canónigos.
- Cruz de Santa Catalina[15] (A-1605)
- Pilaret de San Antonio.[16]
- Pilaret de San Juan Bautista.[17]
- Muralla[18]

## Rutas
Las siguientes rutas de senderismo pasan por la localidad:
- GR-18.1
- PR-HU 48 : inicia aquí su trayecto.

## Imágenes de Roda de Isábena

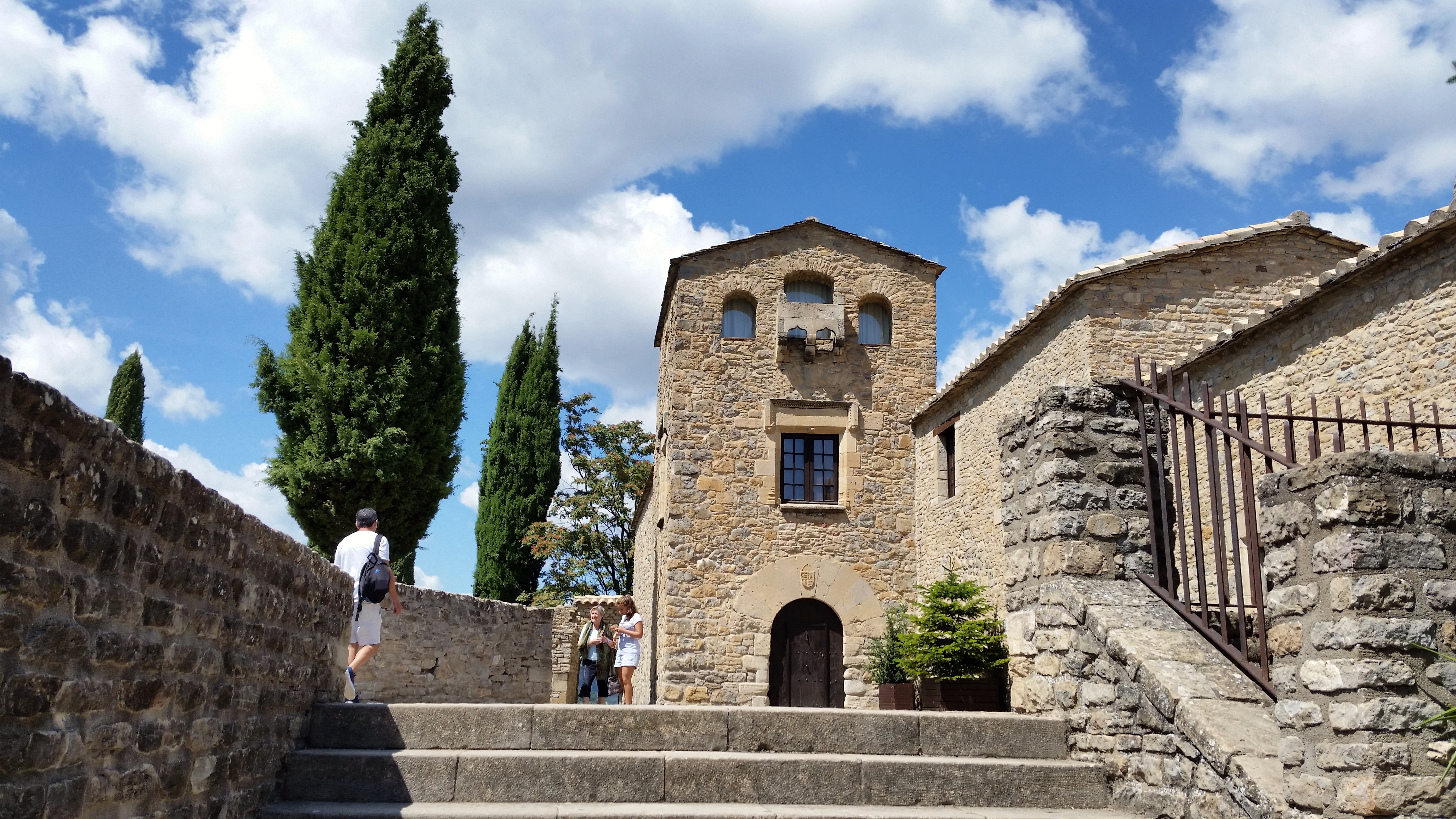
Palacio del Prior
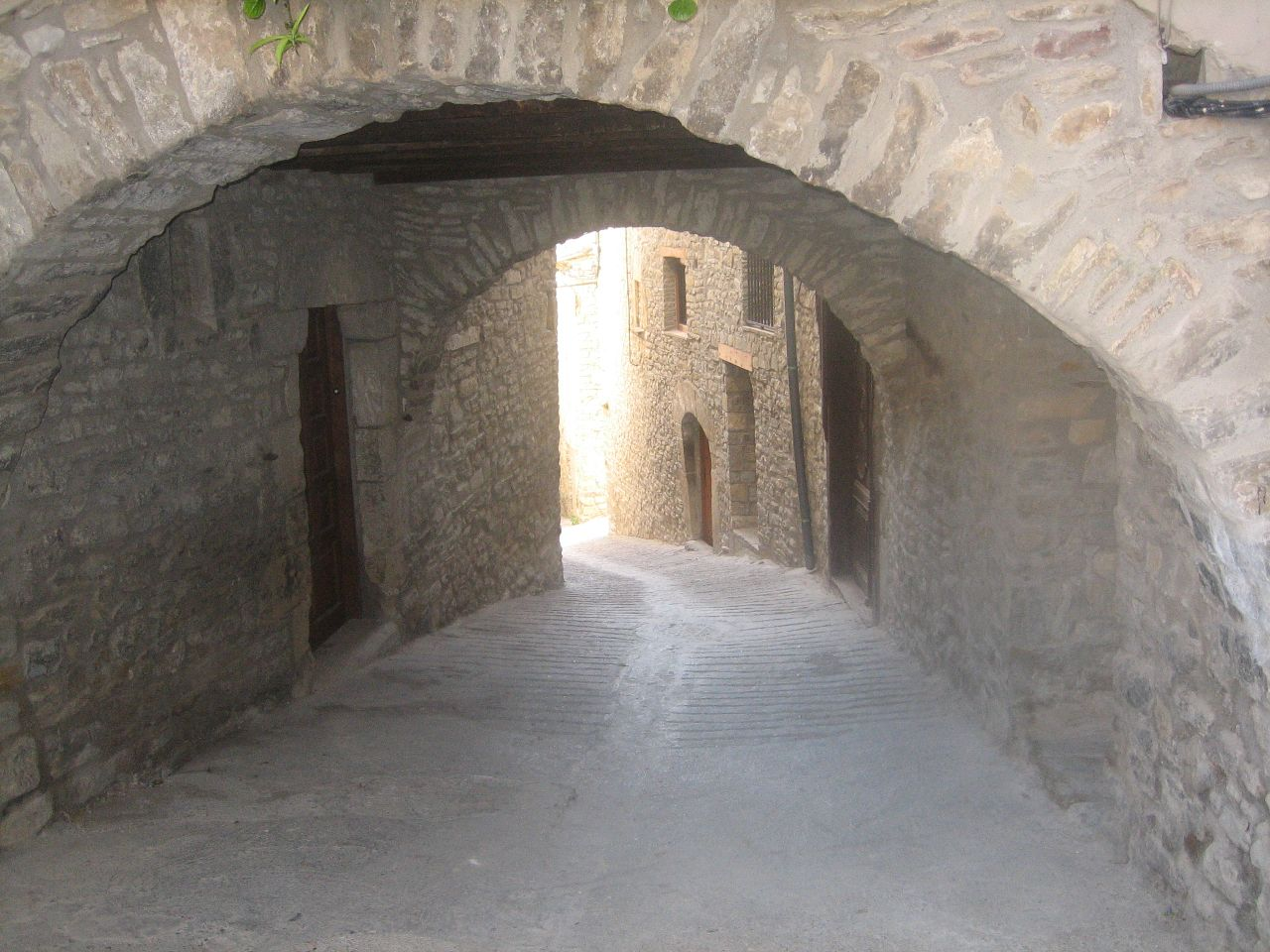
Calle de Roda de Isábena
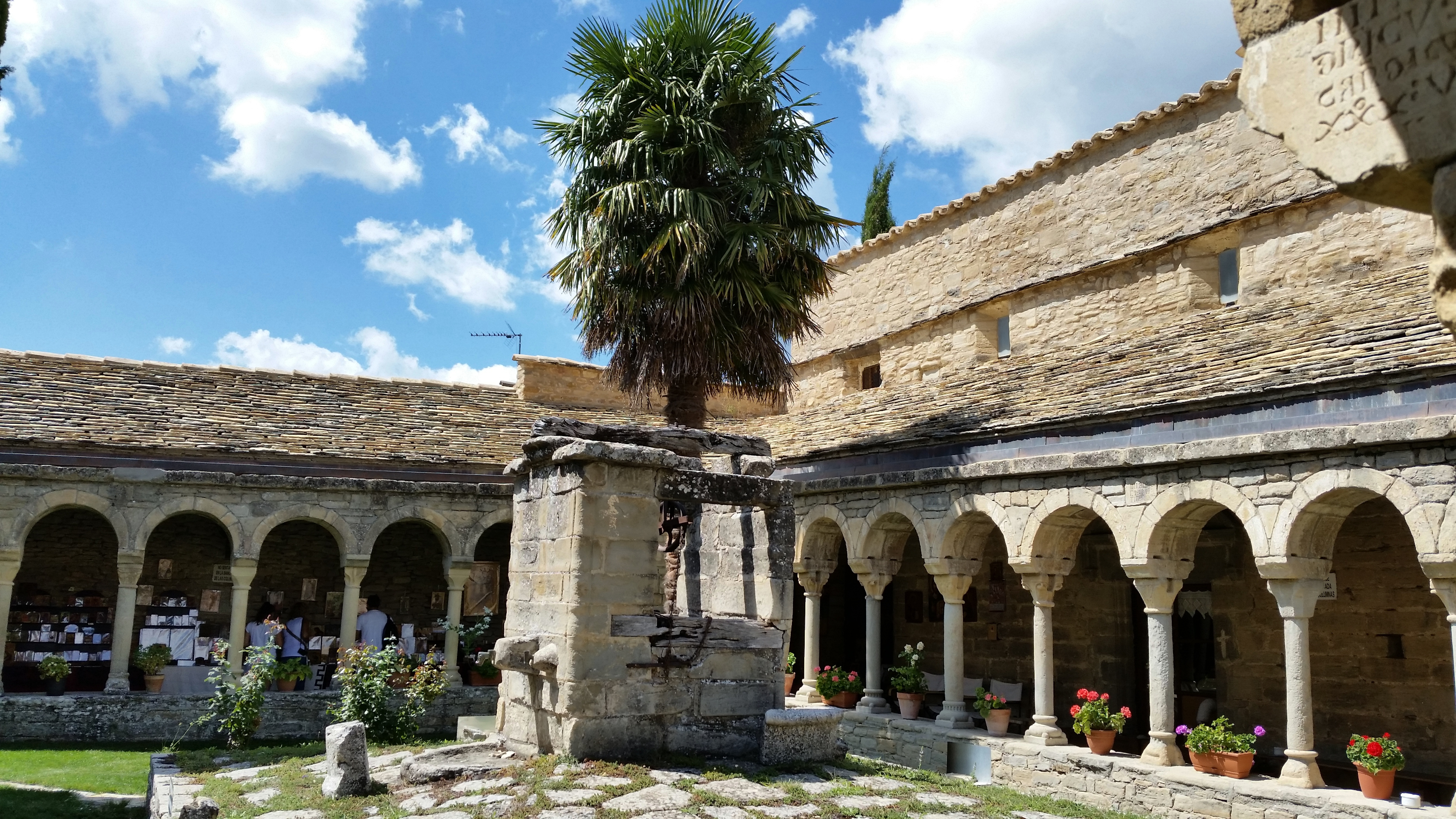
Claustro de la catedral
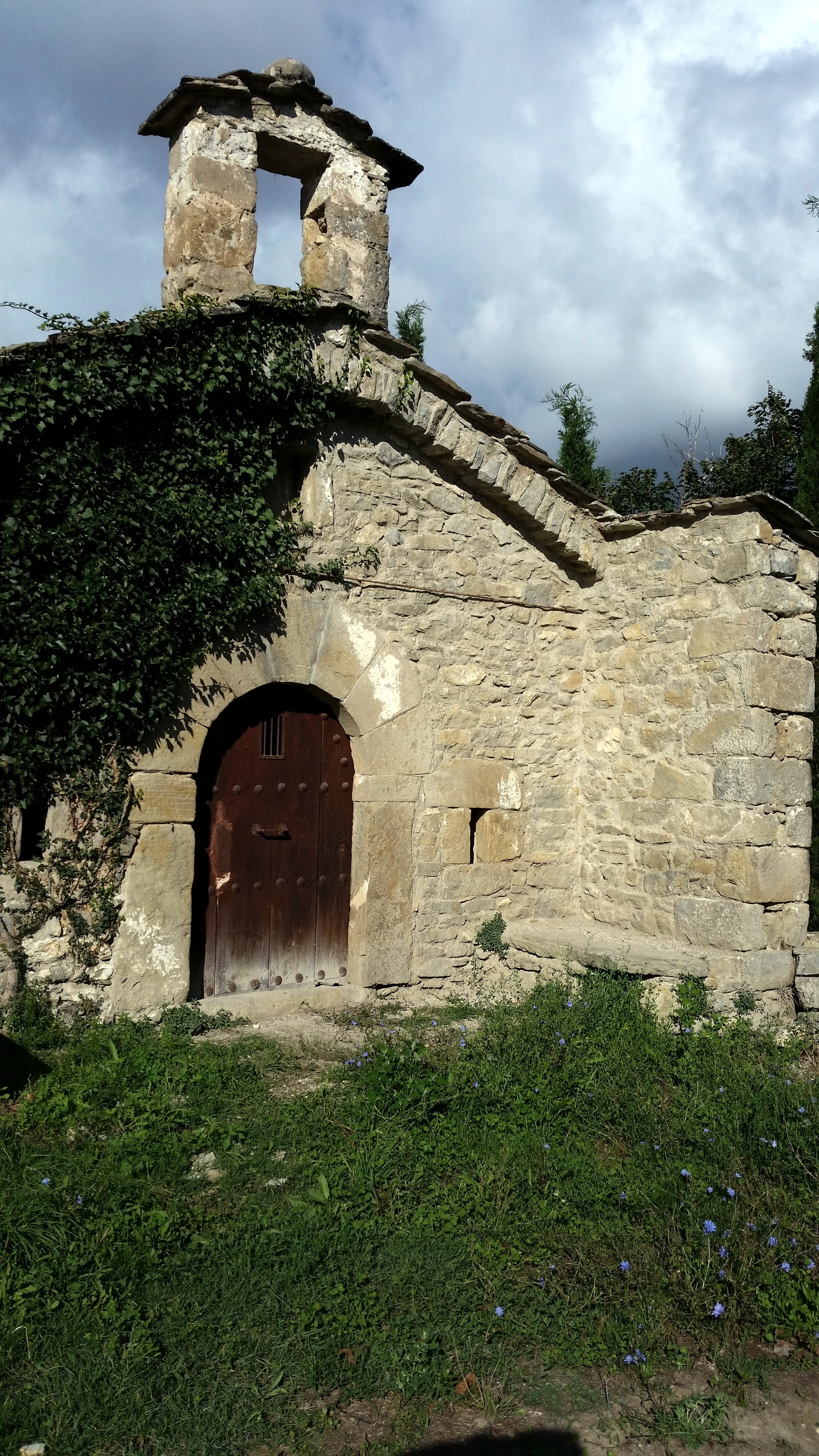
Ermita de San Mamés
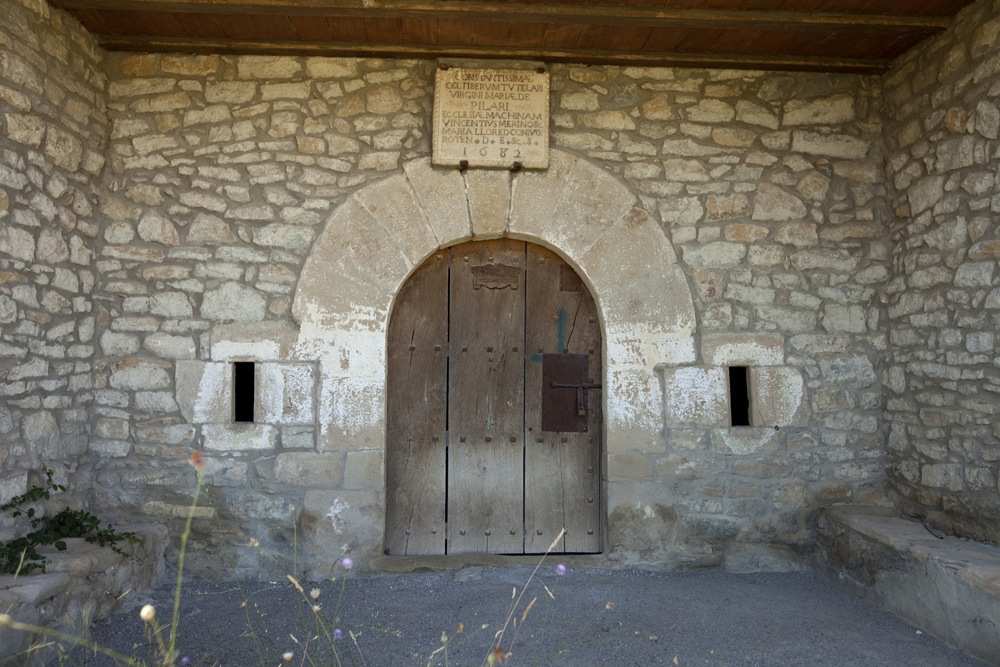
Ermita de San Salvador